# Yasmin Ratansi
Yasmin Ratansi (née le 4 janvier 1951 à Dar es Salam en Tanzanie) est une femme politique canadienne.

## Biographie
Elle fut députée à la Chambre des communes du Canada, représentant la circonscription de Don Valley-Est sous la bannière du Parti libéral en 2004. Ratansi est ismaélienne, la première femme musulmane à être élue à la Chambre des communes. Réélue en 2006 et en 2008, elle fut défaite par le conservateur Joe Daniel en 2011.